# NGC 5454
NGC 5454 est une vaste galaxie lenticulaire située dans la constellation du Bouvier. Sa vitesse par rapport au fond diffus cosmologique est de 7 852 ± 18 km/s, ce qui correspond à une distance de Hubble de 115,8 ± 8,1 Mpc (∼378 millions d'al). NGC 5454 a été découverte par l'astronome prussien Heinrich Louis d'Arrest en 1865.
À ce jour, deux mesures non basées sur le décalage vers le rouge (redshift) donnent une distance de 86,700 ± 11,314 Mpc (∼283 millions d'al), ce qui est à l'intérieur des valeurs de la distance de Hubble. Notons cependant que c'est avec la valeur moyenne des mesures indépendantes, lorsqu'elles existent, que la base de données NASA/IPAC calcule le diamètre d'une galaxie et qu'en conséquence le diamètre de NGC 5454 pourrait être d'environ 62,7 kpc (∼205 000 al) si on utilisait la distance de Hubble pour le calculer.